# Catherine Mary Stewart
Catherine Mary Stewart (născută Catherine Mary Nursall pe 22 aprilie 1959, în Edmonton, Alberta) este o actriță canadiană. Primul său rol notabil este Kayla Brady în soap opera Days of our Lives din 1981 până în 1983. În 1984 ea a apărut în două filme artistice: The Last Starfighter (în rolul lui Maggie Gordon) și Night of the Comet (în rolul Reginei Belmont).

## Filmografie
- Powder Heads (1980)
- The Apple (1980)
- Nighthawks (1981)
- The Beach Girls (1982)
- The Last Starfighter (1984)
- Night of the Comet (1984)
- Terror in the Aisles (1984)
- Hollywood Wives (1985)
- Mischief (1985)
- Annihilator (1986)
- Sins (1986)
- Dudes (1987)
- Nightflyers (1987)
- Scenes from the Goldmine (1987)
- World Gone Wild (1988)
- Weekend at Bernie's (1989)
- Perfect Harmony (1991)
- Psychic (1992)
- Samurai Cowboy (1993)
- The Sea Wolf (1993)
- Dead Silent (1999)
- Reaper (2000)
- Jack Ketchum's "The Girl Next Door" (2007)
- The Attic (2008)
- Dead at 17 (2008) (TV) în rolul lui Holly
- Generation Gap (2008) (TV) ca Veronica Statlan
- Love N' Dancing (2009) ca Aunt Katie
- My Neighbor's Secret (2009) (TV) ca Detectiv Neal
- Rising Stars (2010) (post-producție) ca Ms. Cage
- A Christmas Snow (2010) (în-producție) în rolul Katherine
- Class (Hallmark Movie) 2010 în rolul Mrs. Sheffield